# Gimsjön
Gimsjön är en sjö 14 km söder om Stöde i Sundsvalls kommun i Medelpad som ingår i Ljungans huvudavrinningsområde. Sjön är 14 meter djup, har en yta på 1,6 kvadratkilometer och befinner sig 254 meter över havet. Sjön avvattnas av vattendraget Gimsjöbäcken.
Gimsjön delas upp i två delar med ett sund med en större och en mindre del. Det finns också en holme mitt i den större delen.
Fiskar som man kan hitta där är bl.a. gädda, abborre och mört. På vintrarna är det en väldigt vanlig syn att se angeldon på isen som satts ut för att fiska gädda.
Det finns också ett utkikstorn placerat så man kan se över Gimsjön vilket på vintrarna är en bra rastplats för snöskoteråkare.

## Delavrinningsområde
Gimsjön ingår i delavrinningsområde (691367-153885) som SMHI kallar för Utloppet av Gimsjön. Medelhöjden är 288 meter över havet och ytan är 10,09 kvadratkilometer. Det finns ett avrinningsområde uppströms, och räknas det in blir den ackumulerade arean 20,1 kvadratkilometer. Gimsjöbäcken som avvattnar avrinningsområdet har biflödesordning 3, vilket innebär att vattnet flödar genom totalt 3 vattendrag innan det når havet efter 82 kilometer. Avrinningsområdet består mestadels av skog (78 procent). Avrinningsområdet har 1,59 kvadratkilometer vattenytor vilket ger det en sjöprocent på 15,8 procent.